# Bottniska handelstvånget
Bottniska handelstvånget betegner de bestemmelser i den indre svenske handelspolitik indtil 1765 ved hvilke Norrlands og Finlands byer havde forbud imod at sende skibe til steder syd for Stockholm og Åbo samt at modtage besøg af udenlandske skibe (det vil dige at drive udenrigshandel). Et sådant forbud forekom allerede i köpmålabalken af Magnus Erikssons stadslag og blev gentaget i skiftende udstrækning i de følgende århundreder. Dog gjorde der sig tillige modsatte tendenser gældende, og en fast institution blev det bottniska handelstvånget først ved de tre store handelsforordninger fra 1614, 1617 og 1636, idet de i stadigt stigende omfang skærpede deres foregængeres bestemmelser. Efter denne tid var byerne nord for Gävle og Åbo udelukkede fra al direkte forbindelse med udlandet, såvel fra at modtage udenlandske skibe (såkaldt "passiv" besejlingsret) som fra at selv udsende sådanne (den "aktive" besejlingsret). Det var heller ikke tilladt inden for landets grænser at sejle længere end til Stockholm og Åbo, omend alle svenske byer kunne sende sine skibe til dem. Gävle fik indenlandsk og aktiv udenlandsk besejlingsret, dog indtil 1673 med den belastende betingelse, at byens skibe altid på vejen skulle lægge ind til Stockholm. I denne ordning skete siden (fraset kortvarige lempelser) alene den forandring, at fem byer i det egentliga Finland i årene 1641–1660 fik en begrænset aktiv besejlingsret på Tyskland og Livland.

## Led i reguleringen af handel og skibsfart
Skønt bottniska handelstvånget er ældre end de svenske byers inddeling i stapelstäder og uppstäder, blev det med tiden et af de vigtigste led i denne inddeling, og fra dette synspunkt indebar det, at Den Botniske Bugts lange kyster var helt uden stabelsteder. Men mens det svensk-finske riges øvrige uppstäder alene var udelukkede fra udenrigshandel men havde fuld frihed til at handle inden for hele rigets grænser, tilkom her en stor indskrænkning også i retten til den indenrigske sejlads. Det var derved uden tvivl et hensyn til Stockholms interesser, som mest påvirkede lovgivningsmagten, men hensynet til denne by ansås at være en forudsætning for hele landets velstand, frem for alt på grund af hovedstadens stilling som den egentlige "stapel" for den betydningsfulde udenrigshandel. Som erstatning skulle uppstäderna have andre fordele, men desse lå ikke regeringen så meget på hjertet at sikre. Således blev allerede under Gustaf 2. Adolf opgivet princippet om, at stapelstadsborgerne skulle være udelukkede fra uppstädernes markeder (det vil sige fra direkte handel med bønderne), og forbuddet mod den såkaldte "bondeseglationen" (almuesejlads) var tidvis helt ophævet. Dette sidstnævnte forbud, som på sin vis også var et "bottnisk handelstvång", gjaldt de egentlige bønders (men ikke "skärkarlarnas" eller skærgårdsboernes) sejlads til Stockholm og andre steder uden for landskabet med varer og var naturligvis i de bottniske byers interesse.

## Afviklingen
Efter at have været mere eller mindre fuldstændigt ophævet 1672–1696, var "bottniskt handelstvånget" genstand for stridigheder gennem hele frihetstiden, indtil det endegyldigt blev afskaffet i 1766.
Siden riksdagen i 1723 var også byernes handelstvang blevet bekæmpet med voksende iver. Et stærkere angreb gjordes første gang af de norrlandske og finske landshöfdingar i 1734, men takket være kammar- och kommerskollegiernas modstand mislykkedes det både denne gang og den følgende i 1738. En første indrømmelse gjordes i 1741, da byerne fik tilladelse til at føre træ til Skåne og Östergötland samt der fra at hente korn. I 1761 syntes sejren vunden, da tre stænder besluttede at oprette fem bottniske stabelstæder. Men borgerstanden fik med stort besvær spørgsmålet overgivet til rådet, som afslog forslaget i 1765. Nu var imidlertid den almene opmærksomhed blevet vækket: flere kraftige og velskrevne riksdagsmemorialer blev afgivet (især et af viceborgmesteren H. Pipping i Vasa 1747 vakte opmærksomhed), og et blev trykt i 1762. Endelig tilkom i 1765 et skrift af A. Chydenius, som mesterligt sammenfattede byernes argumenter i den lange diskussion, og 1765 års riksdag blev afgørende. På borgerstandens eget forslag besluttedes,
1. at den indenrigske sejlads skulle blive fri for alle,
2. at to svenske og fire finske byer skulle anerkendes som stapelstæder med fuldstændig aktiv udenrigs besejlingsret og
3. at fem andre finske byer skulle have en begrænset besejlingsfrihed i Østersøen (kgl. resolution af 3 december 1765).

Det bottniska handelstvånget var dermed i alt væsentligt ophævet, og et forsøg i 1774–1777 på at omgøre beslutningen mislykkedes.